# Rykowszczina
Rykowszczina (ros. Рыковщина) – wieś (ros. деревня, trb. dieriewnia) w zachodniej Rosji, w osiedlu wiejskim Zaborjewskoje rejonu diemidowskiego w obwodzie smoleńskim.

## Geografia
Miejscowość położona na południowym brzegu jeziora Dgo, 1,5 km od drogi regionalnej 66N-0506 (Prżewalskoje – Jewsiejewka), 20,5 km od centrum administracyjnego osiedla wiejskiego (Zaborje), 35,5 km od centrum administracyjnego rejonu (Diemidow), 87 km od stolicy obwodu (Smoleńsk), 51,5 km od granicy z Białorusią.
W granicach miejscowości znajdują się ulice: Ługowaja, Nagornaja, Oziornaja.

## Demografia
W 2010 r. miejscowość zamieszkiwało 16 osób.

## Historia
W czasie II wojny światowej od lipca 1941 roku wieś była okupowana przez hitlerowców. Wyzwolenie nastąpiło we wrześniu 1943 roku.
Na mocy uchwały z dnia 28 maja 2015 roku wszystkie miejscowości (w tym Rykowszczina) zlikwidowanej jednostki administracyjnej Bakłanowskoje weszły w skład osiedla wiejskiego Zaborjewskoje.

## Osobliwości
- Kurhan 0,2 km na północ od dieriewni[7]
- Grupa 11 kurhanów na wschodnim brzegu jeziora[7]